# Gaulois (1896)
Gaulois byla bitevní loď (predreadnought), postavená pro Francouzské námořnictvo v roce 1896. Většinu své kariéry strávila ve Středomořské eskadře (Escadre de la Méditerranée), kde byla obvykle vybrána do role vlajkové lodi. Na počátku své služby se dvakrát srazila s jiným francouzských plavidlem, ale incidenty se obešly bez vážnějších ztrát.
Po vypuknutí první světové války v srpnu 1914 doprovázela po měsíc a půl spojenecké konvoje ze severní Afriky do Francie. V listopadu 1914 byla přeložena k hlídkování u Dardanel za účelem ochrany proti výpadu německého bitevního křižníku SMS Goeben do Středomoří. V roce 1915 se přidala k britským lodím bombardujícím turecké postavení u Dardanel. V březnu byla při bombardování vážně poškozena a musela najet na mělčinu u ostrovů Tavşan adaları blízko turecké pevniny. Po vyzdvižení byla odeslána do Toulonu k opravení. Gaulois se vrátila do Dardanel a kryla dohodovou evakuaci v lednu 1916. Po opravách ve Francii byla 27. prosince 1916 torpédována a potopena ponorkou UB-47 na cestě do Dardanel.